# Istočni Mostar
Istočni Mostar är en kommun i Bosnien och Hercegovina.   Den ligger i entiteten Republika Srpska, i den södra delen av landet, 60 km sydväst om huvudstaden Sarajevo.